# Res Roma 2013-2014
Questa voce raccoglie le informazioni riguardanti la Associazione Sportiva Dilettantistica Res Roma nelle competizioni ufficiali della stagione 2013-2014.

## Organigramma societario

### Rosa
| N. |                   | Ruolo | Calciatrice        |
| -- | ----------------- | ----- | ------------------ |
|    | Italia (bandiera) | P     | Rosalia Pipitone   |
|    | Italia (bandiera) | D     | Mariana Accoroni   |
|    | Italia (bandiera) | D     | Giulia Colini      |
|    | Italia (bandiera) | D     | Noemi Cortelli     |
|    | Italia (bandiera) | D     | Eleonora Cunsolo   |
|    | Italia (bandiera) | D     | Silvia De Blasio   |
|    | Italia (bandiera) | D     | Ilaria Ferroni     |
|    | Italia (bandiera) | D     | Margot Gambarotta  |
|    | Italia (bandiera) | D     | Antonella Morra    |
|    | Italia (bandiera) | D     | Cristiana Mosca    |
|    | Italia (bandiera) | D     | Lorenza Mostarda   |
|    | Italia (bandiera) | D     | Vanessa Nicita     |
|    | Italia (bandiera) | C     | Eva Biasotto       |
|    | Italia (bandiera) | C     | Claudia Ceccarelli |

| N. |                       | Ruolo | Calciatrice              |
| -- | --------------------- | ----- | ------------------------ |
|    | Italia (bandiera)     | C     | Claudia Ciccotti         |
|    | Italia (bandiera)     | C     | Manuela Coluccini        |
|    | Italia (bandiera)     | C     | Luana Fracassi           |
|    | Italia (bandiera)     | C     | Ilaria Inchingolo        |
|    | Italia (bandiera)     | C     | Federica Marzi           |
|    | Italia (bandiera)     | C     | Emily Nicosia Vinci      |
|    | Italia (bandiera)     | C     | Flaminia Simonetti       |
|    | Italia (bandiera)     | C     | Veronica Spagnoli        |
|    | Italia (bandiera)     | C     | Erika Villani            |
|    | Italia (bandiera)     | A     | Vanessa Nagni (capitano) |
|    | Italia (bandiera)     | A     | Claudia Palombi          |
|    | Italia (bandiera)     | A     | Francesca Pittaccio      |
|    | Montenegro (bandiera) | A     | Marija Vukčević          |

## Calciomercato

### Sessione estiva
| Acquisti | Acquisti          | Acquisti        | Acquisti   |
| R.       | Nome              | da              | Modalità   |
| -------- | ----------------- | --------------- | ---------- |
| D        | Margot Gambarotta | Molassana Boero |            |
| D        | Antonella Morra   | Napoli          | definitivo |
| C        | Silvia De Blasio  | Molassana Boero |            |

| Cessioni | Cessioni            | Cessioni | Cessioni |
| R.       | Nome                | a        | Modalità |
| -------- | ------------------- | -------- | -------- |
| D        | Eleonora Catania    |          |          |
| D        | Rosa Lavopa         |          |          |
| D        | Gioia Mancini       |          |          |
| D        | Martina Silvestri   |          |          |
| C        | Cristina Orlandelli |          |          |
| C        | Sara Visconti       |          |          |
| A        | Serena Sergi        |          |          |

## Risultati

### Serie A

#### Girone di andata
| Arbitro: | Ludwig Raus (Brescia) |

|                                     |           |  |
| Chinello 16’ Capovilla 52’ Boni 65’ | Marcatori |  |

| Arbitro: | Claudio Petrella (Viterbo) |

|                        |           |  |
| Vukčević 15’ Nagni 93’ | Marcatori |  |

| Arbitro: | Niccolò Panozzo (Castelfranco Veneto) |

|                  |           |             |
| Sardu 22’ (rig.) | Marcatori | 34’ Villani |

| Arbitro: | Luca Angelucci (Foligno) |

|              |           |  |
| Biasotto 89’ | Marcatori |  |

| Arbitro: | Marco Nehrir (Cagliari) |

|                               |           |  |
| Fuselli 28’ Panico 77’ (rig.) | Marcatori |  |

| Arbitro: | Giorgio Sangregorio (L'Aquila) |

|               |           |  |
| Coluccini 83’ | Marcatori |  |

| Roma 9 novembre 2013, ore 14:30 CET 7ª giornata | Res Roma                      | 0 – 0 referto | Riviera di Romagna | Centro sp. Raimondo Vianello\| Arbitro: \| Cesidio Casalvieri (Avezzano) \| |
| Arbitro:                                        | Cesidio Casalvieri (Avezzano) |               |                    |                                                                             |

| Arbitro: | Emanuele Spagnolo (Reggio nell'Emilia) |

|         |           |              |
| Cama 2’ | Marcatori | 76’ Vukčević |

| Arbitro: | Giuseppe Zuffada (Sulmona) |

|  |           |           |
|  | Marcatori | 39’ Mason |

| Arbitro: | Gionatan Civico (Vasto) |

|                |           |  |
| Filippozzi 87’ | Marcatori |  |

| Arbitro: | Marco Carrelli (Campobasso) |

|                                              |           |  |
| Villani 43’ Vukčević 46’, 63’ Nagni 82’, 89’ | Marcatori |  |

| Arbitro: | Riccardo Tesolin (Portogruaro) |

|                               |           |  |
| Tuttino 13’ Parisi 75’ (rig.) | Marcatori |  |

| Arbitro: | Marco Ricci (Firenze) |

|                                 |           |                                  |
| Biasotto 4’ Nagni 31’, 48’, 51’ | Marcatori | 42’ (rig.) Fiorucci 56’ Monetini |

| Arbitro: | Matteo Paggiola (Legnago) |

|                                      |           |  |
| Sabatino 39’ Rosucci 74’ Girelli 78’ | Marcatori |  |

| Arbitro: | Federico Pragliola (Terni) |

|                            |           |  |
| Coluccini 29’ Fracassi 92’ | Marcatori |  |

#### Girone di ritorno
| Roma 18 gennaio 2014, ore 14:30 CET 16ª giornata | Res Roma                | 0 – 0 referto | Valpolicella | Impianto sp. Raimondo Vianello\| Arbitro: \| Alessio D'Amato (Siena) \| |
| Arbitro:                                         | Alessio D'Amato (Siena) |               |              |                                                                         |

| Arbitro: | Michele Giordano (Novara) |

|                                   |           |  |
| Giacinti 45’, 49’ Scarpellini 76’ | Marcatori |  |

| Arbitro: | Stefano Camilli (Foligno) |

|                         |           |  |
| Ciccotti 1’ Villani 17’ | Marcatori |  |

| Arbitro: | Zucchini Roberto (Bologna) |

|                                                                  |           |  |
| Salvatori Rinaldi 1’ Ciccotti 6’ (aut.) Razzolini 8’, 33’ (rig.) | Marcatori |  |

| Arbitro: | Giorgio Sangregorio (L'Aquila) |

|           |           |                                                   |
| Nagni 64’ | Marcatori | 16’ (rig.) Conti 37’, 63’, 90’ Panico 65’ Fuselli |

| Arbitro: | Marco Ceolin (Treviso) |

|  |           |              |
|  | Marcatori | 65’ Vukčević |

| Arbitro: | Matteo Grassi (Arezzo) |

|             |           |  |
| Ugolini 90’ | Marcatori |  |

| Arbitro: | Marco Acanfora (Castellammare di Stabia) |

|  |           |              |
|  | Marcatori | 87’ Bracelli |

| Arbitro: | Daniele Perenzoni (Rovereto) |

|                                |           |              |
| Gabbiadini 11’, 65’ Napoli 62’ | Marcatori | 92’ Vukčević |

| Roma 29 marzo 2014, ore 15:00 CET 25ª giornata | Res Roma                        | 0 – 0 referto | Napoli | Impianto sp. Raimondo Vianello\| Arbitro: \| Simone D'Angelo (Ascoli Piceno) \| |
| Arbitro:                                       | Simone D'Angelo (Ascoli Piceno) |               |        |                                                                                 |

| Arbitro: | Stefano Belfiore (Parma) |

|  |           |                            |
|  | Marcatori | 10’, 37’ (rig.), 55’ Nagni |

| Arbitro: | Ermanno Feliciani (Teramo) |

|  |           |             |
|  | Marcatori | 62’ Bonetti |

| Arbitro: | Denis Didu (Jesi) |

|  |           |              |
|  | Marcatori | 61’ Vukčević |

| Arbitro: | Claudio Petrella (Viterbo) |

|  |           |                                     |
|  | Marcatori | 50’ Sabatino 56’ Girelli 82’ D'Adda |

| Arbitro: | Enrico Maggio (Lodi) |

|           |           |  |
| Ricco 75’ | Marcatori |  |

### Coppa Italia

#### Primo turno
| Fiano Romano 4 settembre 2013, ore 15:30 CEST Andata | Fiano Romano | 0 – 4 | Res Roma | Stadio Sandro Pertini |

| Roma 8 settembre 2013, ore 15:30 CEST Ritorno | Res Roma | 6 – 0 | Fiano Romano | Centro sp. Raimondo Vianello |

#### Secondo turno
| Arezzo 15 settembre 2013, ore 15:00 CEST Secondo turno | Stella Azzurra | 1 – 3 | Res Roma | Stadio Città di Arezzo |

#### Ottavi di finale
| Roma 11 dicembre 2013, ore 14:30 CET Ottavi di finale | Roma CF | 1 – 2 | Res Roma | Imp.sp. Pro Roma Calcio |

#### Quarti di finale
| Aci Sant'Antonio 30 aprile 2014              | Acese                | 2 – 2 (d.t.s.) | Res Roma | Campo Sportivo Comunale |
| \| \| \| \| \| \| Tiri di rigore 1 – 3 \| \| |                      |                |          |                         |
|                                              |                      |                |          |                         |
|                                              | Tiri di rigore 1 – 3 |                |          |                         |

#### Semifinali
| Arbitro: | Riccardo Pelagatti (Livorno) |

|  |           |                                 |
|  | Marcatori | 38’ (aut.) Ciccotti 70’ Zuliani |

## Statistiche

### Statistiche di squadra
| Competizione | Punti | In casa | In casa | In casa | In casa | In casa | In casa | In trasferta | In trasferta | In trasferta | In trasferta | In trasferta | In trasferta | Totale | Totale | Totale | Totale | Totale | Totale | DR  |
| Competizione | Punti | G       | V       | N       | P       | Gf      | Gs      | G            | V            | N            | P            | Gf           | Gs           | G      | V      | N      | P      | Gf     | Gs     | DR  |
| ------------ | ----- | ------- | ------- | ------- | ------- | ------- | ------- | ------------ | ------------ | ------------ | ------------ | ------------ | ------------ | ------ | ------ | ------ | ------ | ------ | ------ | --- |
| Serie A      | 36    | 15      | 7       | 3       | 5       | 18      | 13      | 15           | 3            | 3            | 9            | 11           | 25           | 30     | 10     | 6      | 14     | 29     | 38     | -9  |
| Coppa Italia | -     | 3       | 2       | 0       | 1       | 5       | 2       | 3            | 3            | 0            | 0            | 13           | 3            | 6      | 5      | 0      | 1      | 18     | 5      | +13 |
| Totale       | -     | 18      | 9       | 3       | 6       | 23      | 15      | 18           | 6            | 3            | 9            | 24           | 28           | 36     | 15     | 6      | 15     | 47     | 43     | +4  |

### Andamento in campionato
| Giornata  | 1 | 2 | 3 | 4 | 5 | 6 | 7 | 8 | 9 | 10 | 11 | 12 | 13 | 14 | 15 | 16 | 17 | 18 | 19 | 20 | 21 | 22 | 23 | 24 | 25 | 26 | 27 | 28 | 29 | 30 |
| --------- | - | - | - | - | - | - | - | - | - | -- | -- | -- | -- | -- | -- | -- | -- | -- | -- | -- | -- | -- | -- | -- | -- | -- | -- | -- | -- | -- |
| Luogo     | T | C | T | C | T | C | C | T | C | T  | C  | T  | C  | T  | C  | C  | T  | C  | T  | C  | T  | T  | C  | T  | C  | T  | C  | T  | C  | T  |
| Risultato | N | V | N | V | P | V | N | N | P | P  | V  | P  | V  | P  | V  | N  | P  | V  | P  | P  | V  | P  | P  | P  | N  | V  | P  | V  | P  | P  |
| Posizione |   |   |   |   |   |   |   |   |   |    |    |    |    |    |    |    |    |    |    |    |    |    |    |    |    |    |    |    |    | 9  |

Legenda:

Luogo: C = Casa; T = Trasferta. Risultato: V = Vittoria; N = Pareggio; P = Sconfitta.

### Statistiche delle giocatrici
| Giocatore        | Serie A  | Serie A | Serie A     | Serie A    | Coppa Italia | Coppa Italia | Coppa Italia | Coppa Italia | Totale   | Totale | Totale      | Totale     |
| Giocatore        | Presenze | Reti    | Ammonizioni | Espulsioni | Presenze     | Reti         | Ammonizioni  | Espulsioni   | Presenze | Reti   | Ammonizioni | Espulsioni |
| ---------------- | -------- | ------- | ----------- | ---------- | ------------ | ------------ | ------------ | ------------ | -------- | ------ | ----------- | ---------- |
| M. Accoroni      | 0        | 0       | 0           | 0          | ?            | ?            | ?            | ?            | 0+       | 0+     | 0+          | 0+         |
| E. Biasotto      | 27       | 2       | 1           | 0          | ?            | ?            | ?            | ?            | 27+      | 2+     | 1+          | 0+         |
| C. Ceccarelli    | 12       | 0       | 2           | 0          | ?            | ?            | ?            | ?            | 12+      | 0+     | 2+          | 0+         |
| C. Ciccotti      | 24       | 1       | 0           | 0          | ?            | ?            | ?            | ?            | 24+      | 1+     | 0+          | 0+         |
| G. Colini        | 14       | 0       | 0           | 0          | ?            | ?            | ?            | ?            | 14+      | 0+     | 0+          | 0+         |
| M. Coluccini     | 23       | 3       | 7           | 1          | ?            | ?            | ?            | ?            | 23+      | 3+     | 7+          | 1+         |
| N. Cortelli      | 9        | 0       | 0           | 0          | ?            | ?            | ?            | ?            | 9+       | 0+     | 0+          | 0+         |
| E. Cunsolo       | 9        | 0       | 3           | 0          | ?            | ?            | ?            | ?            | 9+       | 0+     | 3+          | 0+         |
| S. De Blasio     | 4        | 0       | 0           | 0          | ?            | ?            | ?            | ?            | 4+       | 0+     | 0+          | 0+         |
| I. Ferroni       | 0        | 0       | 0           | 0          | ?            | ?            | ?            | ?            | 0+       | 0+     | 0+          | 0+         |
| L. Fracassi      | 28       | 1       | 1           | 0          | ?            | ?            | ?            | ?            | 28+      | 1+     | 1+          | 0+         |
| M. Gambarotta    | 28       | 0       | 1           | 0          | ?            | ?            | ?            | ?            | 28+      | 0+     | 1+          | 0+         |
| I. Inchingolo    | 1        | 0       | 0           | 0          | ?            | ?            | ?            | ?            | 1+       | 0+     | 0+          | 0+         |
| F. Marzi         | 12       | 0       | 2           | 0          | ?            | ?            | ?            | ?            | 12+      | 0+     | 2+          | 0+         |
| A. Morra         | 29       | 0       | 3           | 1          | ?            | ?            | ?            | ?            | 29+      | 0+     | 3+          | 1+         |
| C. Mosca         | 1        | 0       | 0           | 0          | ?            | ?            | ?            | ?            | 1+       | 0+     | 0+          | 0+         |
| L. Mostarda      | 0        | 0       | 0           | 0          | ?            | ?            | ?            | ?            | 0+       | 0+     | 0+          | 0+         |
| V. Nagni         | 30       | 11      | 1           | 0          | ?            | ?            | ?            | ?            | 30+      | 11+    | 1+          | 0+         |
| V. Nicita        | 2        | 0       | 0           | 0          | ?            | ?            | ?            | ?            | 2+       | 0+     | 0+          | 0+         |
| E. Nicosia Vinci | 25       | 0       | 1           | 0          | ?            | ?            | ?            | ?            | 25+      | 0+     | 1+          | 0+         |
| C. Palombi       | 1        | 0       | 0           | 0          | ?            | ?            | ?            | ?            | 1+       | 0+     | 0+          | 0+         |
| R. Pipitone      | 30       | -38     | 0           | 0          | ?            | ?            | ?            | ?            | 30+      | -38+   | 0+          | 0+         |
| F. Pittaccio     | 19       | 0       | 3           | 0          | ?            | ?            | ?            | ?            | 19+      | 0+     | 3+          | 0+         |
| S. Simonetti     | 18       | 0       | 4           | 1          | ?            | ?            | ?            | ?            | 18+      | 0+     | 4+          | 1+         |
| V. Spagnoli      | 1        | 0       | 1           | 0          | ?            | ?            | ?            | ?            | 1+       | 0+     | 1+          | 0+         |
| E. Villani       | 27       | 3       | 4           | 1          | ?            | ?            | ?            | ?            | 27+      | 3+     | 4+          | 1+         |
| M. Vukčević      | 25       | 8       | 3           | 1          | ?            | ?            | ?            | ?            | 25+      | 8+     | 3+          | 1+         |